# 박성수 (축구 선수)
박성수(朴成洙, 1996년 5월 12일~)는 대한민국의 축구 선수로 현재 일본 J3리그의 FC 류큐에서 골키퍼로 활동하고 있다.

## 구단 경력
박성수는 2015시즌을 앞두고 에히메 FC에 입단하면서 커리어를 시작했다. 2015년 12월, 십자인대 부상을 당하면서 8개월간 재활치료를 했다. 2017년 2월 26일에 열린 츠바이겐 가나자와와의 경기에서 프로 데뷔전을 치렀다. 이후 팀의 주전 골키퍼로 도약했으며 2017시즌 41경기에 출전했다. 하지만 2018시즌 오카모토 마사히로가 영입되면서 주전자리를 내주었다.
2020시즌을 앞두고 J3리그의 FC 기후로 임대 이적했다. 기후에서 박성수는 13경기에 출전했다.
2021시즌을 앞두고 K리그1의 대구 FC로 이적했다.
2022시즌을 앞두고 FC 안양에 입단했다.

## 플레이 스타일
뛰어난 반사신경을 이용한 선방 능력이 강점인 선수이며, 동시에 수비조율 능력과 빠른 상황 판단 능력을 지녔다고 평가 받는다.